# Fernbus Simulator
A Fernbus Simulator egy 2016-ban Windows PC-re megjelent nyílt világú járműszimulációs videójáték, melyet a TML-Studios készített és az Aerosoft GmbH adott ki. A játékban elsősorban menetrendszerű távolsági buszokkal lehet utasokat szállítani nyugat-európai nagyvárosok között, de vannak egyéb játékmódok is (például ingajáratok, vagy focicsapatok fuvarozása meccsekre).

## Fejlesztés
Készítője, az erfurti TML-Studios a 2000-es évek végétől kezdődően számos járműszimulációs játékot dobott piacra, például a City Bus Simulator és a World of Subways sorozatokat. Az Unreal Engine 4 alapú Fernbus Simulatort közösen fejlesztették a FlixBus buszvállalattal és a MAN járműgyártóval, és több valós buszvezető és szakoktató is tesztelte.
Ez az első játék, mely távolsági buszok vezetésére összpontosít. A 2016 augusztusában kiadott első változatban csak MAN Lion's Coach autóbuszokat lehetett vezetni Németországban, az idő elteltével azonban ingyenes és fizetős add-onok is megjelentek: Franciaország, Ausztria, Svájc, Hollandia, Belgium, Luxemburg, továbbá Setra, Scania, Neoplan, VDL távolsági autóbuszok, Mercedes-Benz és Toyota kisbuszok.

## Játékmenet
A játéktér 1:10 arányú (vagyis egy, a valóságban 500 kilométeres út a játékban 50 kilométernek felel meg). A játékbeli Németország több, mint 40 várost és 20 000 kilométernyi utat tartalmaz. Ehhez később hozzáadták Franciaországot (további 20 város, 18 000 km), Ausztriát és Svájcot (11 város), a Benelux államokat (9 város); közben Németország térképét is bővítették (például lemodellezték a Közép-Rajna vidékét, a Türingiai-erdőt, és a Balti-tenger német partját). A játék ezen felül moddolható (az Unreal motornak köszönhetően), így a felhasználók is tudnak új tartalmat hozzáadni és megosztani.
A játékos egy listából választhat járatot, de arra is lehetőség van, hogy saját maga tervezzen tetszőleges, bármilyen hosszú és bármennyi megállót érintő útvonalat (a számára elérhető városok között). A garázsban árválkodó buszt el kell vezetni a város buszállomására, ahol ellenőrizni kell az utasok jegyeit, majd eljuttatni őket a célállomásra. A szimuláció igen realisztikus (hasonló az OMSIhez), a busz szinte minden funkciója elérhető és kezelhető. A vezetési stílustól és az utasok elégedettségétől függően a játékos az út végén tapasztalat-pontokat szerez, és új városok lesznek elérhetőek. Egy add-on lehetővé teszi, hogy a játékos a Bundesliga egy tetszőlegesen választott csapatának legyen a sofőrje a 2018/19-es szezonban, és fuvarozza a játékosokat a stadionok között.
Vezetés közben három rádióadó közül lehet választani, melyek nem csak zenét sugároznak, hanem szabályos időközönként tájékoztatnak a forgalmi helyzetről és az időjárásról. Több, mint 70 licencelt zeneszám van a játékban (pop, hip-hop, RnB és egyéb stílusok), ezen felül online adást is lehet hallgatni.

## Fogadtatása
A grafika kimagasló (négy évszak, hiteles időjárási effektusok), emellett a szimuláció és a hangulat is kiváló. Mindezek ellenére vegyes fogadtatást kapott; kifogásolták például az AI és a textúrák minőségét, és a játék „unalmas” voltát.